# Мамутчево
Кумарино (мкд. Кумарино) је насеље у Северној Македонији, у средишњем делу државе. Кумарино је насеље у оквиру општине Велес.

## Географија
Кумарино је смештено у средишњем делу Северне Македоније. Од најближег града, Велеса, село је удаљено 10 km североисточно.
Село Кумарино се налази у историјској области Повардарје. Село је између леве обале Вардара на западу и Овчег поља на истоку, на приближно 400 метара надморске висине.
Месна клима је измењена континентална са значајним утицајем Егејског мора (жарка лета).

## Становништво
Чалошево је према последњем попису из 2002. године имало 331 становника.
Већинско становништво у насељу су етнички Македонци (100%). До почетка 20. века Турци су чини већину сеоског становништва, а потом су се спонтано иселили у матицу.
Претежна вероисповест месног становништва је православље.